# Львовская духовная семинария Святого Духа
Львовская духовная семинария Святого Духа — генеральная духовная семинария во Львове; высшее учебное заведение УГКЦ.

## История
Семинария во Львове была основана императором Иосифом II 30 августа 1783 года под названием «Генеральная духовная семинария во Львове». Её предназначением было воспитывать священников из Галичины, Закарпатья, Пряшевщины, Крижевецкой епархии (Югославия), Трансильвании и Хорватии. Первым её ректором стал галицкий митрополит Антоний Ангелович. Его преемником или одним из них был Иван Лавровский (1773—1846). Во время учёбы в семинарии Маркиана Шашкевича (в частности, 1836 г.) ректором был Телеховский.
В октябре 1848 года в семинарии состоялся «Собор русских ученых».
В 1929 году усилиями графа и митрополита Андрея Шептицкого на базе семинарии была создана Греко-Католическая богословская академия.
В 1939 году после вторжения красной армии семинария была закрыта. В том же году помещения Львовской духовной семинарии по улице Коперника стали собственностью Львовского государственного университета им. Ивана Франко. Во время Второй мировой войны деятельность семинарии была на время восстановлена.
В 1945 году советская власть опять ликвидировала семинарию. Большинство её профессоров-преподавателей были арестованы и сосланы в концлагеря; помещения, имущество и библиотеку академии конфисковано, а выпускники и студенты семинарии рассеяны по Украине и разных странах мира. Семинария продолжала существовать подпольно. После получения благословения епископа на обучение семинаристы ежедневно ходили на светскую работу, а по вечерам в определенных местах встречались с преподавателем (для безопасности даже родителям семинарист не сообщал о его обучении и священническом рукоположении). Другие юноши, не имея возможности встретиться с подпольной Церковью, а чувствовавшие призвание к священству, обучались в легальных семинариях РПЦ Московского Патриархата.
В 1980-х — начале 1990-х годов УГКЦ начала выходить из подполья. Некоторые священники РПЦ и греко-католического подполья перешли в лоно Греко-Католической Церкви. Для восстановления Львовской духовной семинарии власть не отдавала старых помещений семинарии на ул. Коперника во Львове.
В 1990 году Львовская духовная семинария официально возобновила свою деятельность на территории полуразрушенного летнего пионерского лагеря в поселке Рудно Львовской области на расстоянии 12 км от Львова.
С приходом на должность ректора семинарии отца-доктора Богдана Праха с 1999 года началась работа над проектированием и строительством нового комплекса Духовно-образовательного центра УГКЦ непосредственно в городе Львов. Городские власти выделили под это строительство территорию площадью около 17 гектар на ул. Хуторивка во Львове. Посвящение участка под строительство Богословского Центра состоялось в 2000 году. Начиная с 2001 года начато проектирование нового здания Львовской Духовной семинарии во Львове. В течение 2001—2005 годов был построен новый комплекс сооружений в составе корпуса Львовской Духовной семинарии, богословско-философского факультета Украинского Католического Университета, хозяйственного корпуса семинарии и здания студентату о.о Редемптористов на территории, отведенной городом на ул. Хуторивка во Львове. Освящение нового комплекса Львовской Духовной Семинарии УГКЦ состоялось в августе 2005 года во Львове при участии Патриарха Любомира (Гузара) и членов Синода епископов УГКЦ.
За реализацию этого комплекса Указом Президента Украины № 569 о присуждении Государственных премий Украины в области архитектуры 2008 года авторская группа была отмечена Государственной премией Украины в области архитектуры.